# Marie des Pays-Bas
Marie des Pays-Bas (en néerlandais : Prinses Wilhelmina Frederika Anna Elisabeth Marie der Nederlanden, Prinses van Oranje-Nassau), née à Wassenaar le 5 juillet 1841 et morte à Neuwied le 22 juin 1910 est le quatrième enfant et la fille cadette du prince Frédéric des Pays-Bas et de Louise de Prusse. Par son mariage avec Guillaume V Adolphe prince de Wied, elle devient princesse de Wied. Elle est la mère de Guillaume, prince d'Albanie. Elle est le dernier petit-enfant survivant de Guillaume Ier des Pays-Bas.

## Mariage et famille

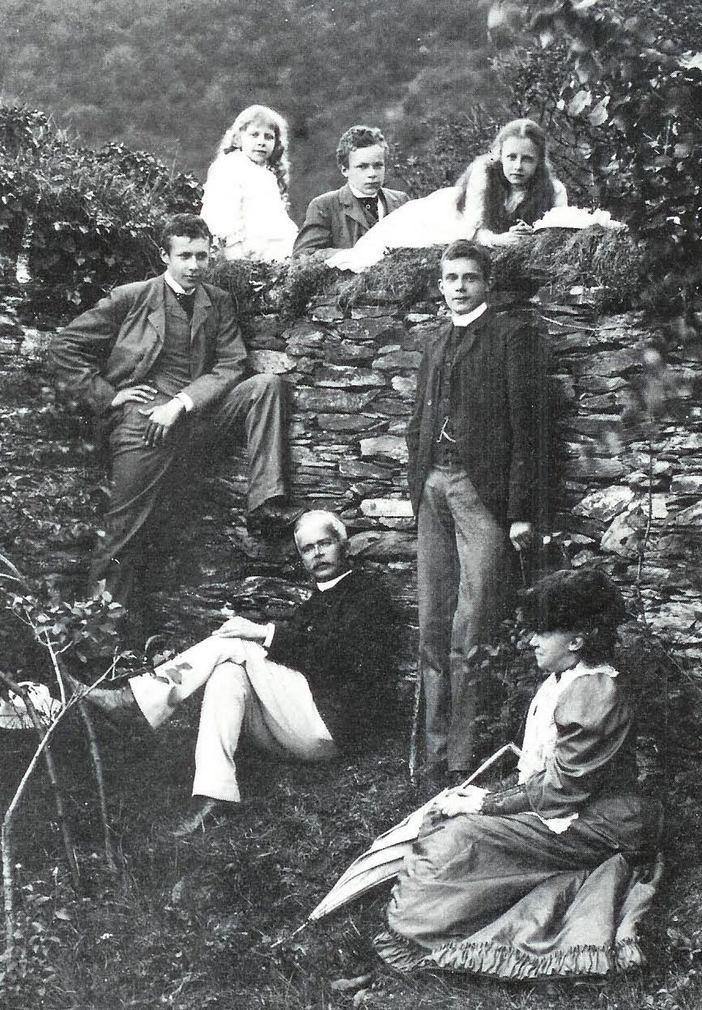
Marie des Pays-Bas et sa famille

En octobre 1859, Léopold Ier roi des Belges envoie son fils cadet le comte de Flandre à la cour de La Haye afin de raffermir les relations avec les Pays-Bas. À cette occasion, Philippe, comte de Flandre, rencontre toute la famille royale néerlandaise, dont la princesse Marie des Pays-Bas, que certains journaux s'empressent — à tort — de fiancer au second fils du roi des Belges.
Marie épouse le 18 juillet 1871 à Wassenaar Guillaume, prince de Wied (1845-1907), fils aîné d'Hermann, prince de Wied et de la princesse Marie de Nassau. 
Cinq enfants naissent de cette union : 
- Guillaume-Frédéric (1872-1945) épouse la princesse Pauline de Wurtemberg (1877-1965) ;
- Alexandre de Wied (1874-1877) ;
- Guillaume, prince d'Albanie (1876-1945) épouse la princesse Sophie de Schönburg-Waldenburg (1885-1936) ;
- Victor de Wied (1877-1946) épouse la comtesse Gisela de Solms-Wildenfels (1891-1976) ;
- Louise de Wied (1880-1965) ;
- Élisabeth de Wied (1883-1938).

## Sources
- Notices d'autorité :   - VIAF
  - ISNI
  - GND
  - Pays-Bas
- Ressource relative à la musique :   - Répertoire international des sources musicales
- Notices dans des dictionnaires ou encyclopédies généralistes :   - Biografisch Portaal van Nederland
  - Deutsche Biographie
  - Digitaal Vrouwenlexicon van Nederland
- thePeerage.com - Marie von Nassau, princesse des Pays-Bas
- Généalogie - Leo van de Pas - Princesse Marie des Pays-Bas
- The Royal House of Stuart, Londres, 1969, 1971, 1976, Addington, AC, Référence: page 354
- Damien Bilteryst, Philippe comte de Flandre : Frère de Léopold II, Bruxelles, Éditions Racine, 2014, 336 p. (ISBN 978-2-87386-894-9, lire en ligne).